# Rich Paul

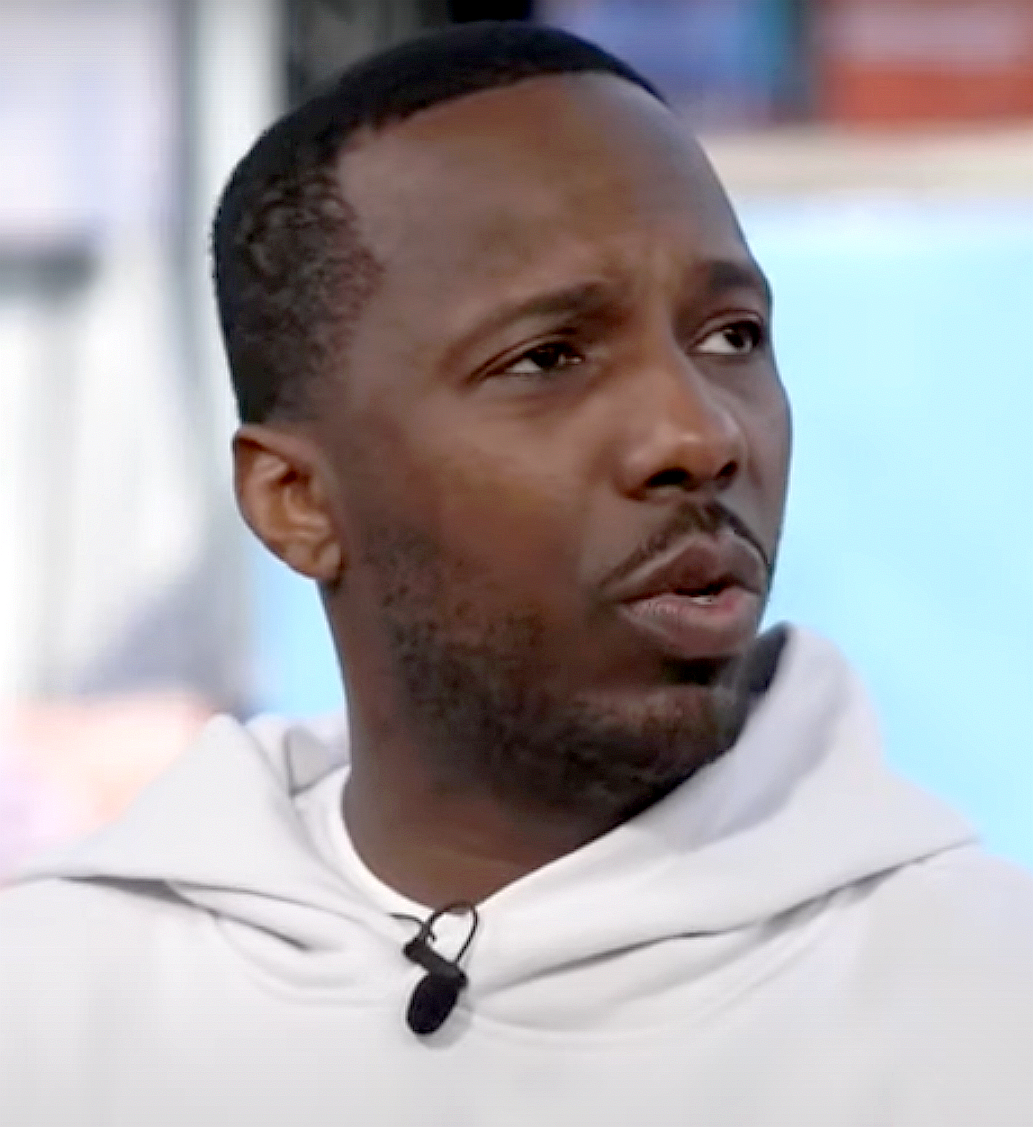
Rich Paul NFL Draft Interview

Rich Paul (bürgerlich Richard Paul; * 16. Dezember 1980 in Cleveland, Ohio) ist ein US-amerikanischer Sportagent, Unternehmer und der Gründer und CEO (Geschäftsführer) der Sportagentur Klutch Sports Group. Sein bekanntester Klient ist der NBA-Basketballspieler LeBron James, mit dem er seit langer Zeit befreundet ist, sowie weitere bekannte Basketballspieler, wie Anthony Davis und Ben Simmons. Paul ist ebenfalls Teil der Geschäftsführung der Sportabteilung der United Talent Agency.

## Jugend
Paul wuchs in einem Ein-Zimmer-Apartment über dem Geschäft seines Vaters, der Firma R & J Confectionery, an der Ecke East 125th und Arlington in Forest Hills im Bundesstaat Ohio auf, welches sich in einem Viertel im Osten von Cleveland befand. Sein Vater, Rich Paul Sr., meldete ihn an der privaten, kostenpflichtigen Benedictine High School in Cleveland, Ohio, einer katholisch Schule an, wo er seine Schulzeit verbrachte.
Nach seinem Highschool-Abschluss wurde Paul von Andy Hyman, dem Besitzer von Distant Replays, einem Modelable für Retrobekleidung, beim Verkauf von Retro-Trikots unterstützt. Er kaufte diese Trikots in Atlanta und verkaufte sie aus seinem Kofferraum heraus in Cleveland. Paul war Student an der University of Akron, als bei seinem Vater im Jahr 1999 Darmkrebs diagnostiziert wurde. Um ihm näher zu sein und ihn zu unterstützen, wechselte Paul an die Cleveland State. Einige Monate später verstarb sein Vater, worauf Paul sein Studium abbrach. Paul sagte: „Er hat mir immer gesagt, dass meine Ausbildung wichtig ist ... Ich wollte immer arbeiten. Aber ich hätte wahrscheinlich trotzdem die Schule beendet, wenn mein Vater noch am Leben wäre. Ich wollte ihn nie im Stich lassen.“
Im Jahr 2002 traf er LeBron James auf dem Akron-Canton Airport, wo James von Pauls authentischem Warren-Moon-Trikot beeindruckt war. Die beiden tauschten Kontaktdaten aus und schon bald hatte Paul ein Magic Johnson Lakers-Trikot und ein Joe Namath Rams-Trikot an Lebron James verkauft.

## Karriere
Nach der NBA-Draft 2003 wurde Paul Teil des engeren Freundeskreises von LeBron James, dem auch James' Kindheitsfreunde Maverick Carter und Randy Mims angehörten. Später begann er unter dem Sport Agenten und Basketball-Offiziellen Leon Rose, der 2006 James' Vertragsverlängerung mit den Cavaliers ausgehandelt hatte, bei der Creative Artists Agency (CAA) zu arbeiten.
Im Jahr 2012 verließ Paul zusammen mit LeBron James als Kunden seinen Vorgesetzten Rose und die Creative Artists Agency, um seine eigene Agentur, die Klutch Sports Group zu gründen.
Im Jahr 2013 beauftragte Paul den bekannten langjährigen Agenten und Anwalt Mark Termini die NBA Vertragsverhandlungen für Klutch zu führen.
Vor Beginn der Saison 2017/18 hatte Robert Sarver der Besitzer der Phoenix Suns Paul mitgeteilt, dass er Cheftrainer Earl Watson aus dem Team feuert, wenn er sich nicht von Watson trennen würde, der damals Paul und die Klutch Sports Group als Agenten hatte. Nachdem die Suns einen 0:3-Start hingelegt hatten, wobei zwei Niederlagen, darunter die schlimmste Niederlage in der Geschichte der Franchise und die schlechteste Saisoneröffnung in der Geschichte der NBA, die perfekte Titelstory darstellten, wurde Watson am 22. Oktober entlassen und umgehend für den Rest der Saison interimistisch durch den stellvertretenden Cheftrainer Jay Triano ersetzt. Diese Geschichte wurde später Teil eines größeren Berichts über Sarver, der zu seiner einjährigen Suspendierung von der NBA und anschließend zu Sarvers Zustimmung zum Verkauf der Suns und Phoenix Mercury an einen neuen Eigentümer führte.
Im Juni 2019 war Paul auf dem Cover der Sports Illustrated zu sehen, die ihn als „The King Maker“ bezeichnete. Im Juli 2019 gab die United Talent Agency (UTA) bekannt, dass sie strategisch in die Klutch Sports Group investiert und Paul gebeten hat, ihre Sportabteilung zu leiten, wobei er die Zahl der Kunden der Abteilung von 4 auf 23 erhöhen konnte. Jeremy Zimmer, der Chief Executive Officer (CEO) der United Talent Agency sagte, sie hätten eine „bedeutende Beteiligung“ an Klutch übernommen, aber Paul „behält die Kontrolle als Betreiber seines Unternehmens“. Weder Paul noch Zimmer wollten den Wert der finanziellen Beteiligung bekannt geben. Im August 2019 änderte die National Collegiate Athletic Association (NCAA) ihre Bestimmungen für Agenten und verlangte von ihnen einen Bachelor-Abschluss. Die von den Medien als „Rich-Paul-Regel“ bezeichnete Änderung wurde weithin als Seitenhieb auf Paul verstanden, weil er keinen College-Abschluss hatte und mit dem High-School-Absolventen Darius Bazley zusammenarbeitete, der sich entschied, ein Jahr lang als Praktikant für New Balance zu arbeiten, bevor er in den NBA-Draft 2019 eintrat, anstatt an der Syracuse University zu studieren oder sogar in die NBA G League einzutreten, wie er zunächst geplant hatte. Paul argumentierte in einem Kommentar im Online-Magazin The Athletic, dass die Regel Menschen aus weniger angesehenen Verhältnissen, People of Color und diejenigen, die nicht über die Mittel verfügen, ein College zu besuchen, davon abhalten würde, in Zukunft als Agenten zu arbeiten, damit die NCAA-Führungskräfte mehr Kontrolle haben könnten. Später zog die NCAA die Regeländerung zurück.
Im Jahr 2020 rief Paul während des NBA All-Star Weekends zusammen mit der Non-Profit-Organisation SocialWorks und dem Nahrungsmittelunternehmen General Mills die Klutch Conversations ins Leben, um die finanzielle Bildung junger Menschen zu fördern. Im Juli 2020 wurde er in den Vorstand der United Talent Agency berufen. Die Zeitschrift GQ ernannte Paul in ihrer Dezember-Januar-Ausgabe 2020 zum „Power Broker des Jahres“. Am Ende von Terminis Amtszeit bei Klutch im Jahr 2020 zählte Klutch Sports 25 Kunden, für die Termini die Verhandlungen über NBA-Verträge im Wert von über 1 Mrd. US-Dollar geführt hatte. Etwa zu dieser Zeit erhielt Paul in Agenturkreisen den Spitznamen „Rich“ Paul, der sich auf die Provisionen bezog, die er einzunehmen begann.
Im April 2021 wurde bekannt, dass Paul sich mit ehemaligen Führungskräften von Nike zusammengetan hat, um Adopt zu gründen, eine Marketing- und Kreativagentur im Besitz von Minderheiten, die Unternehmen im Sport- und Wellnessbereich unterstützt. Im darauffolgenden Monat schrieb Isaac Chotiner von The New Yorker, dass Paul „dafür bekannt ist, harte Verhandlungen für Star-Kunden zu führen und ihnen neue Macht in der NBA zu geben.“ Im August 2021 wurde Paul Berichten zufolge von Nerlens Noel wegen Verletzung der Treuepflicht, Vertragsbruch und Fahrlässigkeit verklagt, weil er in der Off-Season vor der Saison 2017/18 ein Vertragsangebot der Dallas Mavericks in Höhe von 70 Millionen Dollar abgelehnt hatte. Der Sportartikelhersteller New Balance hat Paul gebeten, an einer Neuauflage des New Balance 550-Sneakers mitzuarbeiten, der im Dezember 2021 in den Handel kam.
Im Jahr 2022 wurde Paul Mitglied des Kuratoriums des Los Angeles County Museum of Art (LACMA). Im Mai 2022 war Paul zusammen mit Bob Iger und dem Online-Auktionshaus eBay Teil eines Konsortiums, das unter der Leitung von Peter Chernins Unternehmen The Chernin Group eine strategische Investition in Höhe von 263 Millionen Dollar in das Unternehmen Funko tätigte, wobei die vier einen Anteil von 25 % übernahmen. Anschließend wurde Paul zum Berater des Funko-Vorstands ernannt, um dem Unternehmen zu helfen, „seine Präsenz in den Kategorien Musik und Sport auszubauen“. Paul stand beim Wirtschaftsmagazin Forbes im Jahr 2022 auf Platz vier der Liste der mächtigsten Sportagenten der Welt.
Am 11. Januar 2023 einigten sich Paul und Noel nach jahrelangen Rechtsstreit schließlich auf einen Vergleich. Noel zahlte die volle Provision für einen Vertrag in Höhe von 5 Millionen US-Dollar, den er 2020 mit den New York Knicks unterzeichnete und zog danach alle rechtlichen Schritte zurück. Im Februar 2023 lancierte Paul Klutch Athletics, eine neue Sportbekleidungsmarke in Zusammenarbeit mit New Balance. Im April 2023 wurde er in den Vorstand von Live Nation Entertainment berufen. Paul schrieb zusammen mit Jesse Washington ein Buch mit dem Titel Lucky Me: A Memoir of Changing the Odds, das im Oktober 2023 veröffentlicht wurde. Bei seinem Erscheinen stand es auf der Bestsellerliste der The New York Times. Im November 2023 trat Paul aus dem Vorstand von Funko zurück, nachdem das Unternehmen im dritten Quartal einen finanziellen Verlust verzeichnete und eine Reihe von Mitarbeitern, darunter CEO Brian Mariotti und andere leitende Angestellte, das Unternehmen verließen. Im Jahr 2023 wurde Paul vom Magazin Variety zum vierten Mal in Folge in den Variety-500-Index aufgenommen, als eine der „einflussreichsten Führungspersönlichkeiten, welche die globale Medienbranche gestalten“.
Im März 2024 wählte das Finanzunternehmen Robinhood Markets die Klutch Sports Group als „Agentur für Sport- und Unterhaltungspartnerschaften“ und ernannte Paul zum strategischen Markenberater des Unternehmens. Im Sommer 2024 dehnte Paul seinen Wirkungskreis auf Europa aus, indem er mit dem Mitbegründer und Geschäftsführer Björn Bezemer von Representatives Of Outstanding Footballers (ROOF), der größten Fußballspieleragentur in Deutschland, zusammenarbeitete. Die deutsche Agentur, die 150 Kunden aus den europäischen „Big Five“ hat, wurde ursprünglich von der United Talent Agency übernommen und in die Klutch Sports Group integriert. Bezemer wurde zum Leiter von Klutch Global Football ernannt.

## Privates
Paul ist Vater von drei Kindern, die aus früheren Beziehungen stammen. Im Jahr 2021 ging er eine Beziehung mit der britischen Sängerin Adele ein. Am 9. August 2024 gab sie ihre Verlobung während eines ihrer Konzerte in München bekannt. Paul war nie verheiratet, bevor er Adele kennenlernte.
Er wurde im Jahr 2020 in die „Power 100 List“ des Magazins Ebony aufgenommen.

## Werke
- Lucky Me: A Memoir of Changing the Odds. Roc Nation, New York 2023, ISBN 978-0-593-44847-2 (amerikanisches Englisch).